# Porphyromonas gingivalis
Porphyromonas gingivalis (vroeger Bacteroides gingivalis genoemd) is een gram-negatieve staafvormige, zwart gepigmenteerde, anaerobe bacterie. Deze bacterie wordt veelal geassocieerd met parodontitis, aangezien deze bacterie in groten getale gevonden wordt bij parodontitis.
Ze produceert verschillende enzymen en toxines die met de eiwitten van de gastheer interfereren  en afbreken zodanig dat ze gemakkelijk aan weefseldestructie doen en zich zo vlug in de gastheer kunnen dringen en vermenigvuldigen. 
Er bestaat geen vaccin tegen deze bacterie.  